# Береш, Мэдэлина
Мэдэлина Береш (рум. Mădălina Bereș; род. 3 июля 1993, Яссы) — румынская гребчиха, выступающая за сборную Румынии по академической гребле с 2010 года. Бронзовая призёрка летних Олимпийских игр в Рио-де-Жанейро, чемпионка мира, четырёхкратная чемпионка Европы, победительница и призёрка многих регат национального значения.

## Биография
Мэдэлина Береш родилась 3 июля 1993 года в городе Пашкани, Румыния. Занималась академической греблей в Бухаресте в столичном гребном клубе «Динамо».
Дебютировала в гребле на международной арене в 2010 году, выступила на юниорском мировом первенстве в Рачице и заняла в распашных рулевых восьмёрках четвёртое место. Год спустя на аналогичных соревнованиях в Итоне была четвёртой в безрульных двойках.
В 2012 году в парных четвёрках показала шестой результат на молодёжном чемпионате мира в Тракае.
На молодёжном мировом первенстве 2013 года в Линце одержала победу в зачёте распашных безрульных двоек.
В 2014 году стартовала на молодёжном чемпионате мира в Варезе, где заняла в безрульных двойках итоговое четвёртое место.
В 2015 году вошла в основной состав румынской национальной сборной и побывала на взрослом чемпионате Европы в Познани, откуда привезла награду бронзового достоинства, выигранную в восьмёрках. В той же дисциплине финишировала четвёртой на этапе Кубка мира в Люцерне, тогда как на чемпионате мира в Эгбелете сумела квалифицироваться лишь в утешительный финал B и расположилась в итоговом протоколе соревнований на седьмой строке.
Выиграв бронзовую медаль на европейском первенстве 2016 года в Бранденбурге и победив на европейской финальной олимпийской квалификационной регате в Люцерне, удостоилась права защищать честь страны на летних Олимпийских играх 2016 года в Рио-де-Жанейро. В составе экипажа, куда также вошли гребчихи Роксана Коджану, Йоана Струнгару, Юлиана Попа, Михаэла Петрилэ, Лаура Опря, Аделина Богуш, Андреа Богьян и рулевая Даниэла Друнча, в решающем финальном заезде восьмёрок пришла к финишу третьей позади команд из Соединённых Штатов и Великобритании — тем самым завоевала бронзовую олимпийскую медаль. При этом в безрульных двойках вместе с напарницей Лаурой Опрей заняла итоговое девятое место.
После Олимпиады Береш осталась в составе гребной команды Румынии и продолжила принимать участие в крупнейших международных регатах. Так, в 2017 году она одержала победу на этапе Кубка мира в Люцерне, на чемпионате Европы в Рачице и на чемпионате мира в Сарасоте.
В 2018 году на европейском первенстве в Глазго дважды поднималась на верхнюю ступень пьедестала почёта, став лучшей в безрульных двойках и рулевых восьмёрках. При этом на чемпионате мира в Пловдиве в восьмёрках пришла к финишу пятой.